# Federico Paris
Federico Paris (Rho, 9 de novembro de 1969) é um desportista italiano que competiu no ciclismo na modalidade de pista, especialista nas provas de keirin e tandem.
Ganhou sete medalhas no Campeonato Mundial de Ciclismo em Pista entre os anos 1989 e 1995.

## Medalheiro internacional
| Campeonato Mundial | Campeonato Mundial  | Campeonato Mundial | Campeonato Mundial |
| Ano                | Lugar               | Medalha            | Competição         |
| ------------------ | ------------------- | ------------------ | ------------------ |
| 1989               | Lyon ( França)      | Medalha de bronze  | Tandem (A)         |
| 1990               | Maebashi ( Japão)   | Medalha de ouro    | Tandem (A)         |
| 1992               | Valência ( Espanha) | Medalha de ouro    | Tandem (A)         |
| 1993               | Hamar ( Noruega)    | Medalha de ouro    | Tandem             |
| 1994               | Palermo ( Itália)   | Medalha de bronze  | Keirin             |
| 1994               | Palermo ( Itália)   | Medalha de bronze  | Tandem             |
| 1995               | Bogotá ( Colômbia)  | Medalha de bronze  | Keirin             |